# Drniš
Drniš [ˈdrniːʃ] (italiensk Dernis) er en by i Kroatien. Den ligger i distriktet Šibenik-Knin mellem byerneŠibenik og Knin. Klimaet i området er en blanding af kontinentalt- og middelhavsklima.

## Inddeling
Byen Drniš omfatter følgende lokaliteter:
Badanj, Biočić, Bogatić, Brištane, Drinovci, Drniš (i midten), Kadina Glavica, Kanjane, Kaočine, Karalić, Ključ, Kričke, Lišnjak, Miočić, Nos Kalik, Pakovo Selo, Paroni ć, Radic Selo, Paronić Širitovci, Štikovo, Tepljuh, Trbounje, Velušić og Žitnić.
Selve byen Drniš har 3144 indbyggere. Med de tilhørende landsbyer har byen (på administrativt niveau) 7.498 indbyggere (2011 folketælling).

## Historie
Byen Drniš nævnes første gang den 8. marts 1494 i en købsaftale under navnet Sub Darnis.
I 1522 kom Drniš, ligesom resten af det nordlige Dalmatien, under osmannisk styre . I nogle tegninger fra 1700-tallet kan man se fem moskeer. I dag er kun to af dem delvist bevaret. Fra den ene kan man stadig se dele af minareten. Den anden moske er blevet omvendt og hedder nu St. Antonykirken.
Under krigen fra 1645 til 1669 var der gentagne kampe mellem Republikken Venedig og tyrkerne om byen Drniš, så byen hele tiden fik nye herskere. Til sidst bliver Drnis ødelagt og brændt ned af den venetianske republik. I 1670 faldt byen igen i hænderne på Det Osmanniske Rige, men denne gang befries byen i 1683 af befolkningen i det omkringliggende område under ledelse af Mate Nakić fra Republikken Venedig.
I 1797 overtog det østrig-ungarske imperium magten i Drniš. Dette varede indtil 1806, hvor denne region faldt til Napoleons Frankrig efter en fredsaftale. Frankrig var dog kun i stand til at bevare sin position i få år, så fra 1813 til 1918 kontrollerede det østrig-ungarske monarki igen byens formuer.
Efter 1. verdenskrig var Drniš under italiensk besættelse i nogle år fra 1918 til 5. april 1921 og kunne først efter fredsforhandlinger integreres i Kongeriget af Serbere, Kroater og Slovenere.
Efter at byen blev taget af serbiske tropper i begyndelsen af Den kroatiske selvstændighedskrig og den overvejende kroatiske befolkning blev fordrevet, kontrollerede Den Serbiske Republik Krajina byen. Som en del af Operation Oluja blev byen generobret, og de serbiske irregulære blev drevet ud.
De fleste af de kroatiske indbyggere er siden vendt tilbage og har delvist genopbygget stedet.